# Tour de Timor 2015
Die Tour de Timor 2015 war die siebte Ausgabe des jährlichen Mountainbikerennens in Osttimor. Sie fand vom 13. bis 17. September statt.
Der Weg führt über 395 km und insgesamt 8272 zu überwindenden Höhenmetern. Nach dem Start in Dili ging es in der ersten Etappe über 110 km nach Laclubar. Die Strecke fuhr Premierminister Rui Maria de Araújo zusammen mit den etwa 150 Teilnehmern mit. Am 14. September wurden 101 km nach Betano gefahren und tags darauf 56 km nach Ainaro. Im zentralen Bergland fuhren die Teilnehmer dann 46 km nach Hatu-Builico. Am letzten Tag ging es dann über 82 km zurück nach Dili.
Bei den Männern gewann der Australier Craig Cooke.